# 보리스 르보프-아노킨
보리스 르보프-아노킨(Boris Lvov-Anokhin, 러시아어: Борис Львов-Анохин, 1926년 ~ 2000년)은 러시아의 연출가다.
레닌그라드 연극대학 출신으로 연극학자로서도 유명하다. 중앙 소련군 극장의 연출가를 거쳐 1963년부터는 스타니슬랍스키-네미로비치 단첸코 기념음악극장 수석 연출가가 되었다.